# Tashi Norbu
Tashi Norbu is een Tibetaanse kunstenaar (kunstschilder, tatoeëerder en maker van zandmandala's)  en lama (met als eretitel rinpoche).

## Achtergrond
Tashi Norbu heeft de Belgische nationaliteit gekregen als politiek vluchteling. Hij verblijft in Emmen waar hij oprichter en directeur is van het Museum of Contemporary Tibetan Art. Hij is opgeleid als een traditionele Tibetaan thangka-schilder en werkte later in Dharamsala, India. Hij voltooide zijn kunstopleiding aan de LUCA School of Arts in Gent, België waar hij zijn atelier "Tibet Atelier" oprichtte. Later begon hij de kunststudio "9 Pillars" in het dorp Wormer in de omgeving van Amsterdam.

## Stijl
Tashi Norbu staat bekend om zijn unieke combinatie van een traditionele oosterse stijl die hij weet te vermengen met westerse invloeden. Zijn werken worden wereldwijd tentoongesteld en dienen vaak een goed doel. De thema's die hij voor zijn kunstwerken komen voort uit zijn rol als spiritueel leraar (lama) en gaan over het bestaan van vrede en harmonie in een vrije en duurzame wereld. Hij creëert zijn werken vaak live begeleid door het reciteren van mantra's en muzikanten.

## Werken
Tashi Norbu's werk is wereldwijd te vinden in diverse musea en galerieën. Hij heeft meerdere permanente kunstwerken van de Boeddha gemaakt zoals de "Bodhgaya Urban Buddha" in het Ghandi Museum in Bihar, India en de "Chicago Urban Buddha" in het Grant Park Skate Park in Chicago.